# Peyton Manning
Peyton Williams Manning (* 24. března 1976 v New Orleans, stát Louisiana) je bývalý hráč amerického fotbalu, který 18 let nastupoval na pozici Quarterbacka. Je považován za jednoho z nejlepších Quarterbacků všech dob; velkou část své kariéry strávil v dresu Indianapolis Colts, poslední čtyři sezóny hrál za Denver Broncos. Manning stále drží rekordních pět cen pro nejužitečnějšího hráče (MVP) NFL. Byl draftován týmem Indianapolis Colts v roce 1998 jako první hráč celkově po vynikající kariéře v univerzitním týmu Tennessee Volunteers. Je synem slavného Quarterbacka Archieho Manninga a starším bratrem bývalého Quarterbacka New York Giants Eliho Manninga.
Manning drží mnoho rekordů, například ten v za sebou jdoucích sezónách, ve kterých naházel přes 4 000 yardů, nejvíc sezón v kariéře s naházenými minimálně 4 000 yardy, šestý největší quarterback rating (94,9) v historii NFL nebo největší rating přihrávek v jedné sezóně (121,4 v roce 2004). Je rovněž historickým lídrem Colts v počtu vítězství, přihrávek, pokusů o přihrávku, zkompletovaných přihrávek a přihrávek na touchdown.
V roce 2009 byl vyhlášen listem The Sporting News nejlepším hráčem NFL dneška, ve stejném roce ho stanice Fox Sports zvolila nejlepším hráčem dekády.
Od chvíle, co Colts draftovali Manninga v roce 1998, měl tým největší úspěšnost z celé NFL v získání třetího (44,6 %) a čtvrtého downu (61,1 %). Během cesty Colts k vítězství v Super Bowlu XLI v roce 2006 pomohl Manning týmu rekordním proměněním 56,1 % třetích downů.
Protože je Manning velmi žádaný i mimo fotbal, objevil je v mnoha reklamách a televizních pořadech, včetně Saturday Night Live nebo Simpsonových spolu s bratry Elim a Cooperem.
Manningův rituál před převzetím míče se stal jednou z nejznámějších scén v NFL. Před každou hrou se obyčejně ofenzíva sejde v kruhu; Manning tuto fázi vynechává, co nejrychleji se postaví na line of scrimmage a Manning poté hlasitě podle svého uvážení udílí pokyny jednotlivým hráčům. V roce 2010 byl vyhlášen osmým nejlepším hráčem v historii NFL a je také jediným aktivním hráčem z elitní první desítky.

## Vysoká škola
Manning navštěvoval soukromou školu Isidora Newmana v New Orleans ve státě Louisiana. Během tří sezón dovedl tým k bilanci 34:5 a byl jmenován do Gatorade Circle of Champions National Player-of-the-Year a Columbus (Ohio) Touchdown Club National Offensive Player-of-the-Year v roce 1993.

## Univerzitní kariéra
Manning ohromil mnohé, když se rozhodl navštěvovat University of Tennessee, místo Ole Miss, alma mater jeho otce Archieho. Stal se rekordmanem školy v počtu naházených yardů (11 201), touchdownů (89) a zvítězil v 39 z 45 zápasů, takže překonal rekord Southeastern konference NCAA v počtu vítězství v kariéře.
Jako nováček byl až třetím quarterbackem, ale zranění Todda Heltona a Jerryho Colquitta ho donutilo převzít otěže v utkání proti Mississippi State University, které nakonec skončilo porážkou 21:24. Následující týden proti Washington State University hraje Manning poprvé od začátku a Tennessee vyhrává 10:9. Ve všech zbývajících zápasech kromě jediného Tennessee Volunteers vítězí a končí sezónu s bilancí 8:4, ve finále (Gator Bowl) poráží Virginia Tech 45:23.
Sezónu 1995 začínají Manning a Volunteers vítězstvím nad East Carolina a Georgií a cestují do Gainsville na zápas proti místním Gators. Manning nasbírá 326 yardů, 2 touchdowny a zajišťuje poločasové vedení 30:21, po změně stran Gators skóre otáčejí a vítězí 37:62. Toto je jediná porážka Tennessee v sezóně, zbývajících osm utkání získávají ve svůj prospěch, včetně vítězství 41:14 nad Alabamou v Citrus Bowlu. Volunteers končí sezónu na třetím místě, Manning je šestý v hlasování o Heisman Trophy.
V roce 1995 Tennessee začíná vítězstvími nad UNLV a UCLA, ale znovu prohrává s Gators 29:35 a Manning hází 4 interceptiony. Po čtyřech vítězstvích v řadě prohrávají s Memphisem i přesto, že Manning přihrává na 296 yardů. Ve zbývajících utkáních Volunteers vítězí, v Citrus Bowlu poráží Northwestern 48:28, Manning přihrává na 408 yardů, 4 touchdowny a je vyhlášen nejužitečnějším hráčem utkání.
Manning dokončuje vzdělání ve třetím roce a je považován za jedničku následujícího draftu NFL, ale ještě na jeden rok se vrací do Tennessee. Po vítězstvích nad Texas Tech a UCLA potřetí v kariéře prohrává s Gators, tentokrát 20:33. Volunteers končí sezónu s bilancí 10:1 a postupují do SEC Championship proti Auburnu. Za nepříznivého stavu 7:20 vede Manning Tennessee k vítězství 30:29, přihrává na 4 touchdowny a je vyhlášen nejužitečnšjčím hráčem utkání, ale zraňuje se. Volunteers jsou nasazeni jako číslo 3 proti druhé Nebrasce v Orange Bowlu. Pokud by Tennessee zvítězilo a Michigan proti Washington State v Rose Bowlu prohrál, stali by se Volunteers národními šampiony. Nicméně obrana Tennessee není schopna zastavit běhací útok Nebrasky, povoluje jim přes 400 yardů a prohrává 17:42. I tak získává Manning množství cen; je jmenován členem prvního týmu ligy, vítězem Maxwell Award, Davey O'Brien Award, Johnny Unitas Award a nejlepším univerzitním hráčem podle ESPY, ačkoliv nezískává Heisman Trophy, končí druhý za Charlesem Woodsonem. V roce 2005 Tennessee vyřazuje Manningovo číslo 16. Jedna z ulic vedoucí k Neyland Stadium v Knoxvillu je přejmenována na Peyton Manning Pass.

## Profesionální kariéra

### Indianapolis Colts

#### Sezóna 1998: Nováčkovská sezóna
Manning byl vybrán první celkově v Draftu NFL 1998 týmem Indianapolis Colts. V první sezóně přihrál na 3 739 yardů, 26 touchdownů, stanovil pět různých nováčkovských rekordů, včetně nejvíce přihrávek na touchdown v jedné sezóně, a byl jmenován do NFL All-Stars týmu nováčků. Manningovo první vítězství 17:12 přišlo proti kolegovi nováčkovi Ryanu Leafovi, quarterbacku San Diega Chargers. O týden později stanul proti Stevu Youngovi; přihrál na tři touchdowny, čímž vyrovnal rekord Colts, ale San Francisco zaznamenalo pozdní field gól a zvítězilo 31:34. V listopadu při výhře 24:23 nad New York Jets přihrál Manning na tři touchdowny a byl jmenován „AFC ofenzivním hráčem týdne“ na své pozici. Byl to první vítězný drive jeho kariéry, když touchdownovou přihrávkou našel Marcuse Pollarda. Manning byl světlým bodem Colts sezóny 1998, i když naházel 28 interceptionů (nejvíc z ligy); tým zakončil rok s bilancí 3:13 a průměrem přes 27 inkasovaných bodů na zápas. Colts ztratili mnoho těsných zápasů, včetně pěti, ve kterých vedli dvouciferných rozdílem.

#### Sezóna 1999: Poprvé přes 4 000 yardů
Colts otevírají sezónu 1999 vítězstvím nad Buffalem Bills 31:14, ale poté ztrácejí vedení 28:7 proti New England Patriots a prohrávají 28:31. Po zdolání Chargers 27:19, kdy Manning hází přes 400 yardů a je jmenován „AFC ofenzivním hráčem týdne“, přichází další porážka od Miami Dolphins. Colts reagují jedenácti výhrami z dvanácti zápasů a s bilancí 13:3 se stávají mistry divize AFC East. Zlepšením bilance o 10 utkání proti předchozímu roku stanovují nový rekord NFL a postupují až do AFC Divisional Play-off proti Tennessee Titans. S pozdějším finalistou Super Bowlu Colts prohrávají 16:19, Manningův vliv je omezen na jeden touchdown. Sezónu končí se 4 135 naházenými yardy, 26 přihrávkami na touchdown a poprvé je zvolen do Pro Bowlu. V něm přihrává na 270 yardů a 2 touchdowny.

#### Sezóna 2000
Colts začínají nevyrovnaně, po vítězství v zahajovacím týdnu nad Kansas City Chiefs ztrácejí proti Oakland Raiders vedení 21:0 a prohrávají 31:38. Poté v Monday Night Football poráží Jacksonville Jaguars 42:14, Manning přihrává na 430 yardů, 4 touchdowny a je za to zvolen „AFC ofenzivním hráčem týdne“. Z následujících pěti utkání vítězí Colts ve čtyřech, proti Patriots zaznamenává Manning první perfektní passer rating kariéry; z dalších pěti zápasů naopak čtyři Colts prohrávají. Indianapolis se vrací do hry třemi vítězstvími v klíčové fázi sezóny, včetně zdolání Minnesoty Vikings 31:10 v týdnu 17. Manning přihrává na 4 touchdowny, je znovu zvolen „AFC ofenzivním hráčem týdne“, Colts končí s bilancí 10:6 a jsou jako číslo 6 nasazeni do play-off. Ve Wild Card Game prohrávají Colts s Miami Dolphins 17:23 v prodloužení. Manning končí sezónu s 4 413 naházenými yardy, 33 přihrávkami na touchdown a podruhé je zvolen do Pro Bowlu. V něm přihrává na 2 touchdowny.

#### Sezóna 2001
Manning a Colts představují novou no-huddle offense a v prvním týdnu využívají jejího efektu ke zdolání New York Jets 45:24. O dva týdny později (druhé kolo je odloženo kvůli událostem 11. září) vítězí Colts nad Buffalem Bills a Manning přihrává na 421 yardů. Nicméně následující týden Indianapolis prohrává s Patriots a ztrácí také dvě další utkání. Poté sice získávají dvě vítězství za sebou, ale ze zbývajících devíti utkání v sedmi prohrávají, včetně domácí porážky 21:40 se San Franciscem a Manning hází čtyři interceptiony. I přes zápornou bilanci 6:10 končí Manning sezónu s 4 131 naházenými yardy, 26 přihrávkami na touchdown a 4 běhacími touchdowny, protože ofenzíva je druhá nejlepší v lize. Bohužel obrana je nejhorší a po sezóně je trenér Jim Mora vyhozen.

#### Sezóna 2002
Tony Dungy se stává Manningovým druhým hlavním trenérem v NFL. Colts startují rok 2002 dobře, ale tři porážky v řadě je srovnávají na 4:4. Indianapolis odpovídá šesti vítězstvími z osmi zápasů, včetně zdolání Philadelphie Eagles 35:13, kdy Manning podruhé v kariéře zaznamenává perfektní passer rating a s bilancí 10:6 posunuje Colts do play-off. Tam je Indianapolis smeten New York Jets 0:41, Manning přihrává pouze na 137 yardů a i třetí utkání v play-off prohrává, aniž by jediné vyhrál. Manning končí sezónu s 4 200 naházenými yardy, 27 přihrávkami na touchdown a je zvolen do Pro Bowlu. Zde zkompletuje 5 přihrávek z 11 pro zisk 100 yardů a 1 touchdown.

#### Sezóna 2003: Poprvé MVP
Indianapolis začíná sezónu pěti vítězstvími v řadě, včetně smetení New Orleans Saints 55:21, kdy Manning potřetí zaznamenává perfektní passer rating a v osobním rekordu přihrává na 6 touchdownů. O týden později v Monday Night Football poráží Colts obhájce titulu Tampu Bay Buccaneers 38:35, když ještě pět minut před koncem prohrávají 14:35. Je to první a jediný případ v historii NFL, kdy se týmu podařilo v posledních čtyřech minutách základní hrací doby zaznamenat 21 bodů. Manning si v utkání připsal 386 yardů.
Po porážce od Caroliny Panthers v nastavení vítězí Colts v sedmi z následujících deseti utkání, včetně důležité výhry ve 14. týdnu nad Tennessee Titans, takže základní část končí s bilancí 12:4. Mezitím 30. listopadu hostí Colts New England Patriots s bilancí 9:2 a pokládají tak základy největší rivality nového tisíciletí.
Ve Wild Card playoff Colts poráží Denver Broncos 41:10 a Manning zaznamenává první vítězství v play-off v kariéře. Přihrává pro 377 yardů a 5 touchdownů, čímž zaznamenává perfektní passer rating podruhé v sezóně a počtvrté v kariéře. Po utkání je potřetí v sezóně vyhlášen hráčem týdne. V Divisional Play-off vede Manning Colts k vítězství 38:31 nad Kansas City Chiefs. V ofenzivně laděném utkání ani jeden tým nepuntuje. V konferenčním finále je Manning zastaven kvalitní obranou New England Patriots. Colts prohrávají 14:24, Peyton zaznamenává třetí nejnižší passer rating v kariéře (35,5 %), je čtyřikrát sackován a zaznamená čtyři interceptiony.
Během ročníku 2003 je Manning jmenován „AFC ofenzivním hráčem měsíce září“ a Nejužitečnějším hráčem NFL spolu s quarterbackem Tennessee Titans Stevem McNairem. Také obdrží cenu ESPY pro nejlepšího hráče NFL. Peyton vede ligové statistiky s 4 267 naházenými yardy a 29 touchdowny, je jmenován do All-Pro týmu a do Super Bowlu, ve kterém si připisuje 342 yardů a 3 touchdowny.

#### Sezóna 2004: Podruhé MVP
Colts začínají sezónu 2004 porážkou s Patriots 24:27 poté, co Mike Vanderjagt nepromění jednoduchý field gól v závěrečných sekundách hry. Poté vítězí v následujících čtyřech zápasech včetně zdolání Green Bay Packers 45:31, ve kterém Manning přihrává na 5 touchdownů a je zvolen „AFC ofenzivním hráčem týdne“. Následují dvě porážky v řadě od Jacksonville Jaguars a Kansas City Chiefs, ale Colts odpovídají sérii osmi vítězství a zajišťují si vítězství v divizi a účast v play-off. Během listopadu je Manning dvakrát vyhlášen ofenzivním hráčem týdne; poprvé za 5 touchdownů a zničení Houstonu Texans 49:14, podruhé na Den díkuvzdání a 6 touchdownů proti Detroit Lions (41:9). Podle očekávání je také zvolen „AFC ofenzivním hráčem měsíce listopadu“.
Colts jsou s bilancí 12:4 nasazeni do play-off na třetím místě proti Denveru Broncos. Manning přihrává na 458 yardů a 4 touchdowny a Indianapolis vítězí 49:24. O týden později ve Foxborough ovšem pro ně sezóna končí, domácí Patriots vítězí 3:20 a Manning si připisuje nejnižší passer rating v sezóně (69,3). Byla to jeho sedmá porážka od Patriots na jejich hřišti v řadě a tři získané body jsou nejmíň od otevíracího utkání sezóny 2003.
Během ročníku 2004 nasbírá Peyton Manning 4 557 yardů, passer rating 121,1 a především přihrává na 49 touchdownů, tehdejší rekord NFL. Je také zvolen nejužitečnějším hráčem NFL 49 hlasy z 50, ofenzivním hráčem roku a podruhé v řadě ESPY nejlepším hráčem NFL. Manning je znovu jmenován do All-Pro týmu a Pro Bowlu, ve kterém přihrává na 3 touchdowny při vítězství 38:27 a jmenován nejužitečnějším hráčem zápasu.

#### Sezóna 2005

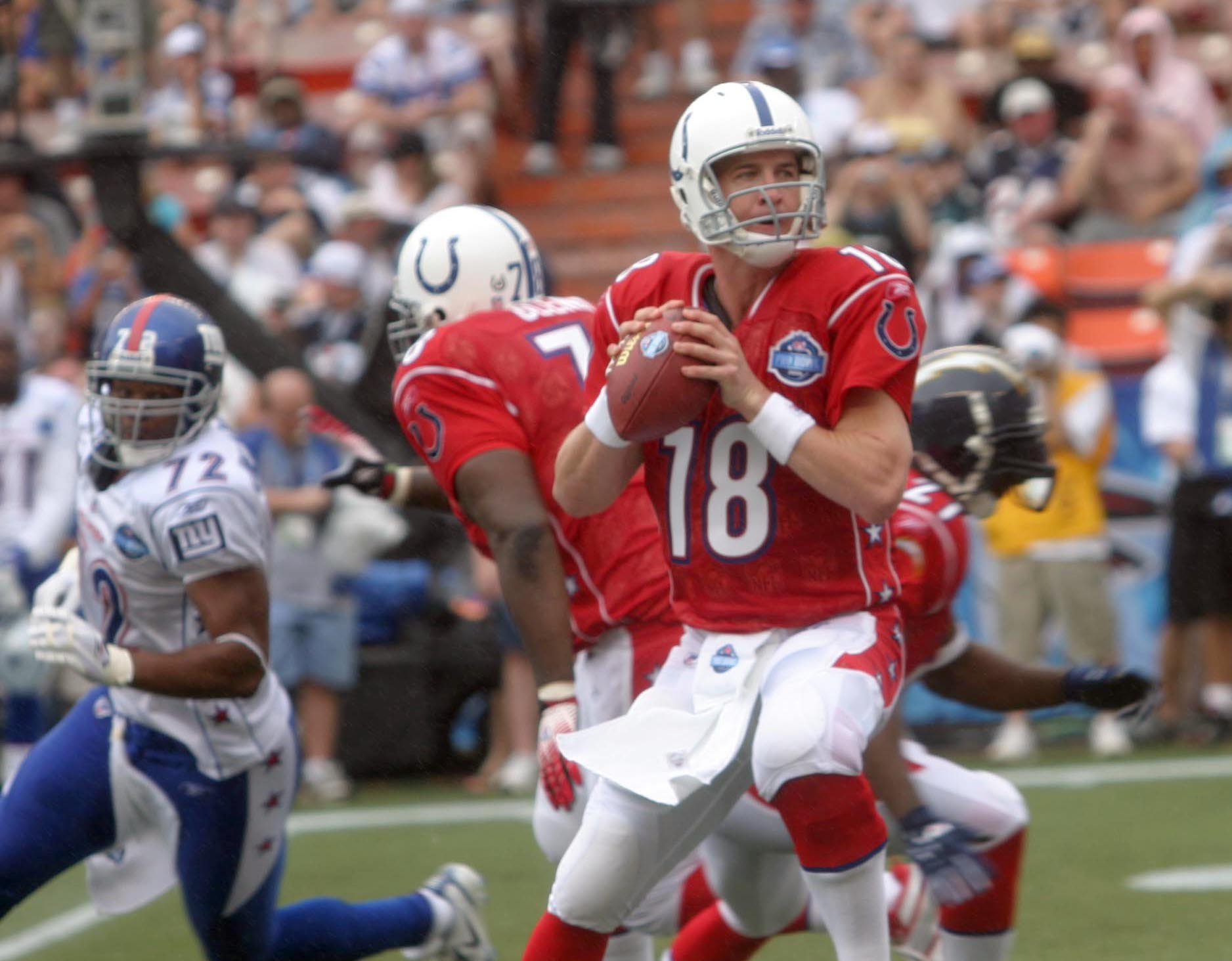
Peyton Manning během Pro Bowlu 2006

V sezóně 2005 Colts výrazně zlepšují hru obrany oproti minulým rokům. V kombinaci se stále kvalitní ofenzívou vítězí v prvních třinácti utkáních sezóny, včetně rozdrcení 40:21 šampionů z posledních dvou let, New England Patriots. Je to první Manningovo vítězství na hřišti Patriots na osmý pokus a za tři přihrávky na touchdown v zápase je vyhlášen „AFC ofenzivním hráčem týdne“. Před 15. týdnem sezóny mají Colts zajištěné první místo v konferenci a nejlepší pozici pro play-off. Peyton přihrává na 3 747 yardů a poprvé od nováčkovské sezóny nepřekonává hranici 4 000 yardů, protože v posledních třech zápasech je šetřen pro vyřazovací část. I tak je jeho rating 104,1 nejlepší v lize.
Po volnu v první kole se v AFC divisional playoff Colts na domácím RCA Dome utkávají s šestými nasazenými Pittsburgh Steelers. Hosté se v první čtvrtině ujímají vedení 0:14 a domácí ve zbytku utkání ztrátu stahují. Pár minut před koncem základní hrací doby hází Manning podle všeho rozhodující interception do rukou Troye Polamala, ale rozhodčí verdikt otáčí, což je později označeno vedením NFL jako špatné rozhodnutí sudího. Colts tak pokračují ve hře a musí proměnit čtvrtý down, ale Manning je sackován na jednoyardové linii. Steelers jsou tak kousek od touchdownu a jistého vítězství, ale Jerome Bettis při běhu ztrácí míč. Ten zachytává obránce Nick Harper a má volné celé hřiště až do endzóny soupeře, jenže quarterback Steelers Ben Roethlisberger ho zastavuje na 42 yardech a neumožňuje Colts zaznamenat touchdown. Indianapolis se probojuje na 27 yardů, ale kicker Mike Vanderjagt nepromění jednoduchý field gól a Pittsburgh vítězí 18:21.
Manning se umístí druhý v hlasování o nejužitečnějšího hráče NFL za Shaunem Alexanderem. Stává se držitelem trofeje Walter Payton Man of the Year Award a je nominován na FedEx Air Player of the Year Award spolu s Tomem Bradym a Carsonem Palmerem. Potřetí v řadě nominován do All-Pro týmu a Pro Bowlu.

#### Sezóna 2006: Šampion Super Bowlu

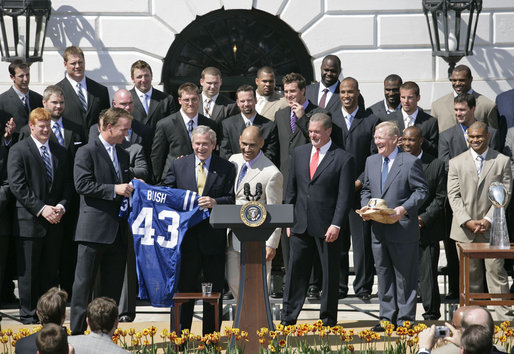
Manning a Colts na návštěvě v bílém domě

Manning otevírá sezónu 2006 v Monday Night Football zápasem proti New York Giants, za které hraje jeho bratr Eli (první tzv. „Manning Bowl“). Poprvé v historii NFL proti sobě nastupují dva bratři jako quarterbaci a Peytonův tým vítězí 26:21. Colts vítězí i v následujících osmi utkáních, Manning je za své výkony dvakrát zvolen „AFC ofenzivním hráčem týdne“, konkrétně v 2. (proti Houstonu Texans) a 7. týdnu (Washington Reskins). V následujících šesti zápasech Indianapolis hraje čtyřikrát venku a všechna utkání prohrává, i když divizní titul má dávno zajištěný. V posledním utkání základní části proti Miami Dolphins přihrává Manning na 282 yardů a 2 touchdowny, přidává 1 běhací a Colts jsou po vítězství 27:22 nasazeni do play-off na třetím místě. Peyton je potřetí v sezóně zvolen „AFC ofenzivním hráčem týdne“, přihrává celkem na 4 397 yardů a 31 touchdownů, nejvíc z celé NFL. Jeho passer rating 101 % je třetí rok po sobě nejvyšší z celé ligy a Colts stanovují rekord NFL v počtu proměněných třetích downů (56,1 %).
I přes tři interceptiony v utkání prvního kola play-off Manning zkompletuje 30 přihrávek z 38 a Indianapolis Colts poráží Kansas City Chiefs 23:8. O týden později pevná obrana Baltimore Ravens nedovolí Colts žádný touchdown, ale pět proměněných field gólů Adama Vinatieriho posouvá dále hosty po vítězství 15:6. Manning zkompletuje 15 přihrávek z 30 pro 170 yardů, žádný touchdown a 2 interceptiony, ale zazáří především obrana Colts; v základní části je nejhorší proti běhům z celé NFL, v tomto zápase ovšem povolí Ravens pouhých 83 yardů. V AFC Championship game proti New England Patriots se na začátku druhé čtvrtiny ujímají domácí vedení 3:21 poté, co Manning hází interception a Asante Samuel ji vrací pro touchdown. Je to právě Peyton Manning, kdo z kraje druhé půle vyrovnává utkání na 21:21 a minutu před koncem 80yardovým drivem otáčí utkání ve prospěch Colts v poměru 38:34. Je to největší obrat v konferenčním finále v historii.
Manning vede Colts v Super Bowlu XLI k vítězství nad Chicagem Bears 29:17 a stává se nejužitečnějším hráčem utkání. Peyton byl v předchozích letech kritizován, že nezvládá velká utkání, tentokrát poráží své démony a vítězí. „V předchozích letech, když náš tým vyšel zkrátka, jsme byli zklamaní,“ řekl novinářům. „Ale našli jsme způsob, jak se poučit z porážek a to nás jako tým posílilo.“ Znovu je jmenován do All-Pro týmu a Super Bowlu. Také je mu vedením Colts nabídnut vylepšený kontrakt na 8,2 milionů dolarů ročně.

#### Sezóna 2007
Manning a Colts začínají sezónu sérií sedmi vítězství v řadě a jsou poraženi až New England Patriots v utkání označovaném „Super Bowl 41,5“. Indianapolis vede v poločase 13:7 a ještě těsně před koncem 20:10, ale Tom Brady vede Patriots k obratu a dvěma touchdowny otáčí výsledek na 20:24. Manning přihrává na 225 yardů a 1 touchdown, a také přidává jeden běhací.
Peyton se z této porážky těžko vzpamatovává a proti San Diegu Chargers zaznamenává negativní rekord 6 interceptionů v jednom utkání, ale ke konci utkání alespoň zmírňuje porážku z 0:23 na 21:23 a navíc připravuje dobrou pozici pro vítězný Vinatieriho field gól. Ten však výbornou pozici na 29yardech zahazuje. Ani proti Kansas City Chiefs Manningův výkon není dobrý, když nepřihraje ani na jeden touchdown, ale alespoň připraví pozici pro vítězný field gól a v celkovém součtu překonává hranici 40 000 naházených yardů v kariéře. Zároveň je to jeho jubilejní sté vítězství v kariéře. Pěti vítěznými utkáními v řadě si Colts zajišťují vítězství v divizi AFC South a jsou nasazeni jako číslo dvě do play-off.
Po volnu v prvním kole se Colts utkávají se San Diegem a prohrávají 24:28. Manning pomáhá Indianapolisu čtyřikrát do vedení, ale není schopen bodovat v posledním drivu utkání. Celkový účet zápasu pro Peytona zní na 402 yardů a tři touchdowny.
Manning končí sezónu se 4 040 naházenými yardy, 31 touchdowny a passer ratingem 98,0. Poosmé v kariéře je zvolen do Pro Bowlu. Také je často vidět během Super Bowlu XLII, ve kterém fandí bratrovi Elimu, jehož New York Giants poráží favorizované New England Patriots 17:14.

#### Sezóna 2008: Potřetí MVP
14. července 2008 se Manning podrobuje chirurgickému zákroku k odstranění infikovaného váčku z levého kolena. Kvůli tomu zameškává přípravný kemp a všechna předsezónní utkání.
Začátek sezóny podle toho vypadá, Colts prohrávají čtyři ze sedmi utkání, včetně porážky 13:29 od Chicaga Bears na nově otevřeném Lucas Oil Stadium. Zlomem v nepříznivém vývoji se stává duel s New England Patriots v rámci Sunday Night Football. Za vyrovnaného stavu 15:15 připraví Manning pozici pro vítězný field gól Adama Vinatieriho. Sám zkompletuje 21 z 29 přihrávek pro 254 yardů, 2 touchdowny a žádnou interception. Od této chvíle až do konce základní části neprohrají Colts ani jeden zápas, včetně těžkých a vyrovnaných utkání na hřištích Steelers (24:20), Chargers (23:20) nebo Browns (10:6). Peyton Manning je třikrát v sezóně vyhlášen „AFC ofenzivním hráčem týdne“, celkem v kariéře podevatenácté a překonává do té doby vedoucího Dana Marinoa. Kromě toho je zvolen FedEx Air Player of the Week. Statistici mu napočítají rekordní devátou sezónu s minimálně 4 000 naházenými yardy a šestou sezónu v řadě, ve které Colts pomohl k minimálně dvanácti vítězstvím v základní části. Na konci sezóny je potřetí vyhlášen neužitečnějším hráčem NFL a v počtu těchto trofejí dorovnává Bretta Favra.
Bohužel ani tyto výkony nepomůžou Colts k diviznímu titulu, Tennessee Titans jsou s bilancí 13:3 o jedno vítězství lepší. Indianapolis je tak nasazen do play-off jako číslo pět a v prvním kole se střetává s Chargers, kteří je rok předtím vyřadili. San Diego začíná lépe a v poločase vede díky 2 touchdownům 10:14. Manning sice přihrává ve třetí čtvrtině na touchdown a otáčí vedení ve prospěch svého týmu na 17:14, ale Nate Kaeding 22yardovým field gólem srovnává skóre a jde se do prodloužení. Chargers získávají díky losu mincí míč a tuto výhodu přetavují ve vítězný touchdown. Pro Manninga a Colts sezóna končí.

#### Sezóna 2009: Počtvrté MVP a podruhé v Super Bowlu
Manningovým třetím hlavním trenér v NFL se stává Jim Caldwell. Po vyrovnaných, ale vítězných zápasech s Jacksonville Jaguars (14:12) a Miami Dolphins (27:23) se Colts s utkávají s Arizonou Cardinals. Manning přihrává pro 379 yardů a 4 touchdowny. Za své výkony je vyhlášen „AFC ofenzivním hráčem měsíce září“ počtvrté v kariéře a Indianapolis se rozjíždí k velké sérii. Colts vítězí ve čtrnácti zápasech v řadě a suverénně si zajišťují první místo v divizi AFC South i konferenci AFC celkově. Výjimečným zápasem je střetnutí s Houstonem Texans v 9. týdnu, ve kterém překonávají Colts rekord v počtu vítězných utkání v základní části za sebou (17), Manning překonává Franka Tarkentona na čtvrtém místě v počtu vítězství (125) a stává se první quartebackem, který v dekádě naházel přes 40 000 yardů. Poprvé v kariéře také zkompletuje v první čtvrtině 25 přihrávek a do poločasové přestávky 40. Jim Caldwell dva zápasy před koncem základní části činí kontroverzní rozhodnutí, když nechává startující hráče odpočinout a tím pádem Colts prohrávají poslední dva zápasy s Jets (15:29) a Bills (7:30). Manning je počtvrté Nejužitečnějším hráčem NFL a stává se v tomto směru rekordmanem, a popáté se dostává do All-Pro týmu.
V AFC Divisional playoff se Colts střetávají s Baltimore Ravens a vítězí 20:3. Rozhodující náskok získávají domácí ve druhé čtvrtině, kdy Manning přihrává na 2 touchdowny Austinovi Collie a Reggiemu Waynovi. V odvetě za měsíc starou porážku vítězí Colts ve finále konference AFC nad New Yorkem Jets 30:17. Po bezbodové první čtvrtině se do čela dostávají Jets vedení Markem Sanchezem, ale Indianapolis po touchdownové přihrávce Manninga na Austina Collieho snižuje. Od této chvíle Colts na hřišti dominují, přičemž Peyton zaznamenává 26 zkompletovaných přihrávek z 39 pro 377 yardů, 3 touchdowny a žádný interception.
V Super Bowlu XLIV proti svému rodnému městu vede Manning Colts k vedení 10:0 po první čtvrtině, Saints odpovídají ve druhé dvěma field góly. Po změně stran získává New Orleans míč po dobře provedeném onside kicku a ujímá se vedení 10:13. Joseph Addai naposledy otáčí skóre ve prospěch Colts, ale ve čtvrté čtvrtině pět minut před koncem přihrává Drew Brees na vítězný touchdown a tři minuty před koncem Peyton Manning hází interception do rukou Tracyho Portera. Saints vítězí 17:31 a získávají Super Bowl.

#### Sezóna 2010
V otevíracím utkání sezóny 2010 proti Texans si Manning připisuje nejvíc pokusů o přihrávku (57) a zkompletovaných přihrávek (40) v kariéře, kromě toho 433 naházených yardů a 3 touchdowny, ale prohrává 24:34. Nicméně z následujících šesti zápasů vítězí v pěti, včetně „Manning Bowlu“ v druhém týdnu. Poté ovšem Colts prohrávají čtyři z pěti zápasů a jedinou cestou do play-off je vítězství ve všech zbývajících zápasech, včetně tří divizních derby. Manning zastavuje černou sérii interceptionů, a 319 naházenými yardy a dvěma touchdowny přispívá k porážce Tennessee Titans 30:28, za což je jmenován „AFC ofenzivním hráčem měsíce“. Také zápasy s Jaguars (34:24), Raiders (31:26) a znovu s Titans (23:20) končí vítězstvím a Indianapolis vstupuje do play-off ze čtvrtého místa.
Ve Wild Card playoff se Colts utkávají s New York Jets. Vyrovnané utkání se rozhoduje v poslední čtvrtině; necelé dvě minuty před koncem dostává Colts do vedení Adam Vinatieri, ale obrana Indianapolisu není schopna zastavit běhací hru Jets a ti se v krátké době dostávají na dohled endzóny, aby Nick Folk z 32yardové vzdálenosti proměnil field gól a zajistil vítězství New Yorku 16:17.

#### Sezóna 2011
Původní smlouva Colts s Peytonem Manningem vypršela 15. února 2011. 30. července podepisují obě strany nový kontrakt na 5 let za 90 milionů dolarů poté, co Manning dementuje zvěsti, že se chce stát nejlépe placeným hráčem NFL.
23. května se Manning podrobuje operaci krku a rekonvalescence probíhá dobře, ale 7. září těsně před začátkem základní části NFL si zranění obnovuje. Doba léčení se odhaduje minimálně na dva měsíce, takže pro něj sezóna končí a končí také série 208 zápasů (227 s play-off) v řadě, do kterých nastoupil. Na jeho místo je najat vysloužilý quarterback Kerry Collins, zatímco Manning se 8. září podrobuje další operaci. Přestože v polovině prosince začíná s lehkým tréninkem, do zbytku základní části nezasáhne. Colts se s bilancí 2-14 stávají nejhorším týmem NFL a majitel Jim Irsay se rozhodne přebudovat celý tým. Po nevyplacení bonusu za sezónu 2011 se 7. března 2012 stává Peyton Manning volným hráčem. Jim Irsay prohlašuje, že číslo 18 na dresu Colts již nikdo nebude nosit.

### Denver Broncos

#### Sezóna 2012
20. května 2012 podepisuje Manning pětiletý kontrakt na 96 milionů dolarů s Denver Broncos. Přestože číslo 18 je vyřazeno, Manning dostává povolení od předchozího majitele, Franka Tripucky, že jej může používat. První start v novém dresu si připisuje 9. srpna v přípravném utkání proti Chicagu Bears. V prvním soutěžním utkání proti Pittsburghu Steelers slaví vítězství 31-19, když zkompletuje 19 z 26 přihrávek pro 253 yardů a 2 touchdowny. Zároveň přihrává na čtyřstý touchdown v kariéře, což ho řadí na třetí místo historických tabulek za Dana Marinoa a Bretta Favra. Celkem si v sezóně připíše 400 zkompletovaných přihrávek z 583 pro 4 659 yardů, 37 touchdownů a 11 interceptionů. Je znovu vybrán do Pro Bowlu, po sedmé v kariéře se stává AFC Hráčem roku a 2. února je vyznamenán cenou AP National Football League Comeback Player of the Year, čímž definitivně ukončuje spekulace o svém zdravotním stavu. Bohužel v semifinále konference AFC Broncos prohrávají s Baltimore Ravens 35-38 a jejich cesta play-off končí. Pro Manninga je to rekordní osmá porážka v prvním zápase play-off v kariéře, dvakrát více než jakýkoliv jiný hráč v historii NFL.

#### Sezóna 2013: popáté MVP and potřetí v Super Bowl
V otevíracím utkání celé sezóny Broncos porazili úřadující šampióny Ravens a Manning se stal teprve šestým hráčem v historii NFL, který přihrál v jednou utkání na 7 touchdownů. Proti Oakland Raiders ve třetím týdnu pak zlomil rekord Toma Bradyho z roku 2011 za nejvíc touchdownových přihrávek v prvních třech zápasech sezóny. V 16. týdnu proti Houston Texans Manning zlomil Bradyho rekord v počtu přihrávek na touchdown za sezónu (51), jeho účet se zastavil na čísle 55 a rovněž si připsal rekordních naházených 5 477 yardů. Počtem čtyřistapadesáti zkompletovaných přihrávek stávající rekord vyrovnal.
Broncos zdolali v Divisional Round San Diego Chargers 24:17, poté v AFC Championship game New England Patriots 26:16, ale v Super Bowl XLVIII podlehli Seattle Seahawks jednoznačně 8:43. Manning v tomto utkání stanovil rekord Super Bowlu (později překonaný) 34 zkompletovanými přihrávkami, ale jím vedený útok zaznamenal první down až ve druhé čtvrtině a až do třetí čtvrtiny nedokázal skórovat body. Skvělá defenzíva Seahawks toho Manningovi mnoho nedovolila a ten kromě jednoho touchdownu zaznamenal také dva interceptiony. Přesto se Peyton po Craigu Mortonovi a Kurtu Warnerovi stal teprve třetím startujícím Quarterbackem v historii NFL, který se dostal do Super Bowlu se dvěma různými týmy.

#### Sezóna 2014

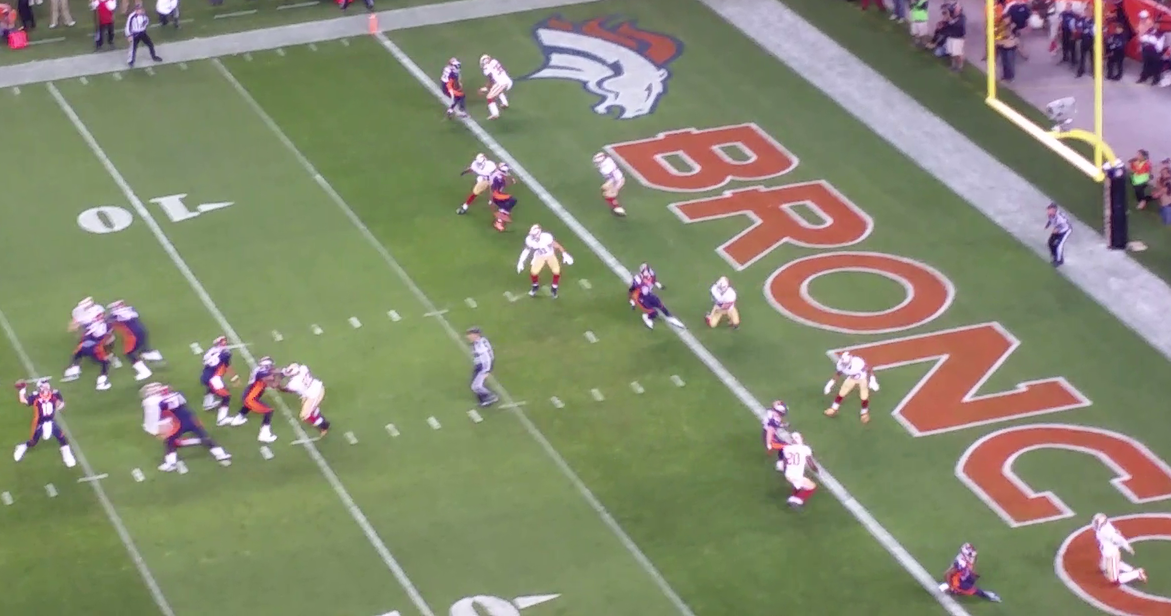
Manning (vlevo) 19. října 2014 přihrává na rekordní touchdown číslo 509

Po úspěšném zdolání Indianapolis Colts na začátku sezóny 2014 se Manning stal teprve druhým startujícím Quarterbackem historie (spolu s Brettem Favrem), který dokázal porazit všech 32 týmů NFL. 18. října 2014 proti San Francisco 49ers Manning přihrál na 509. touchdown kariéry a stal se tak lídrem NFL všech dob v této kategorii. Nicméně sezóna pro něj nebyla úspěšná, protože Broncos jako druhý nasazený tým v AFC prohrál v Divisional Round s Manningovým bývalým klubem, Indianapolis Colts, 13:24.

#### Sezóna 2015: Poslední sezóna a podruhé šampion Super Bowlu

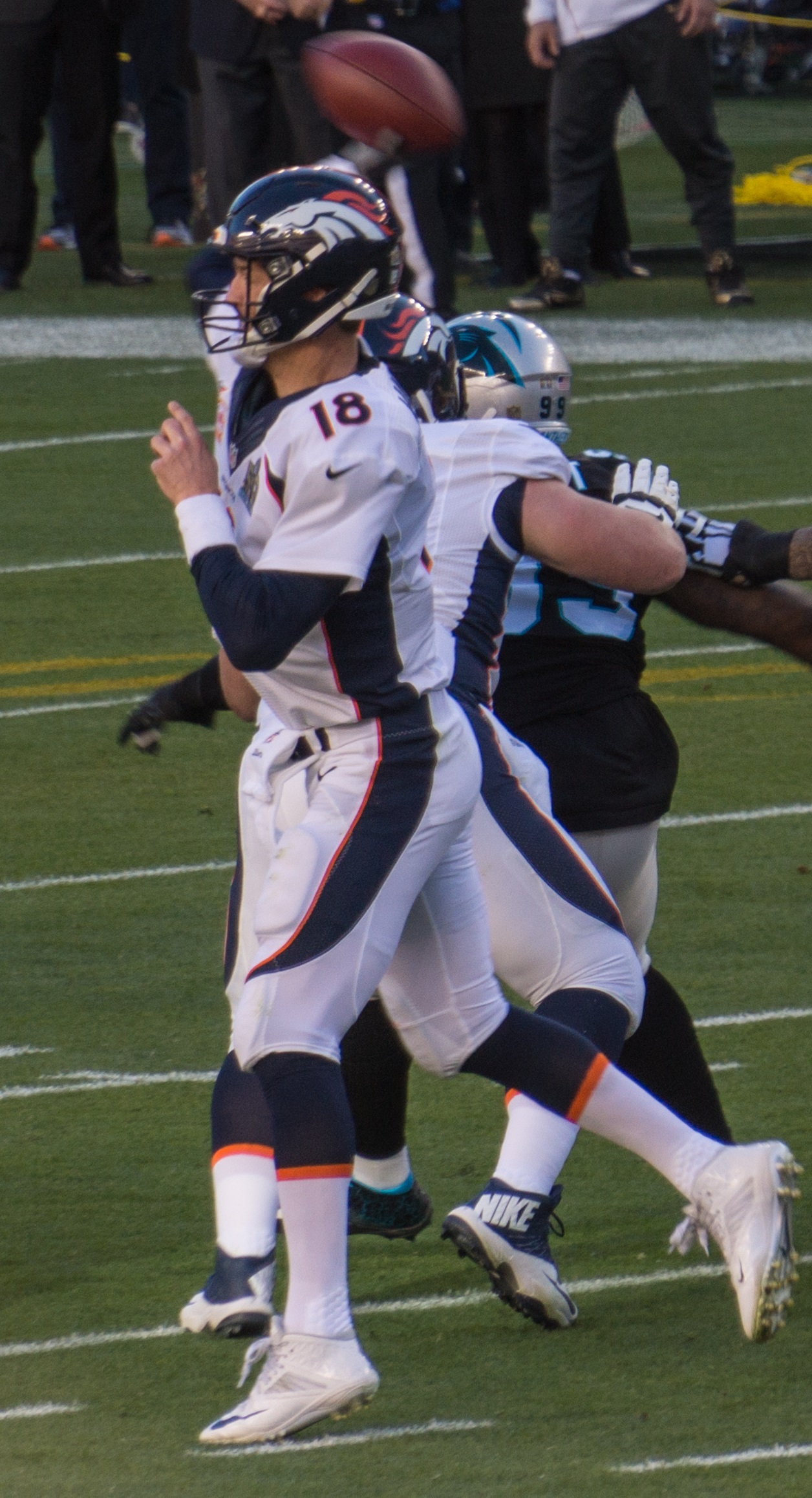
Manning během Super Bowlu 50

Po mnoha spekulacích Manning v přestávce mezi sezónami oznámil, že odehraje osmnáctou sezónu v NFL. V 10. týdnu proti Kansas City Chiefs pak překonal významný rekord NFL v počtu naházených yardů v kariéře, když překonal dosavadního lídra Bretta Favra. Z pohledu statistik nicméně pro něj sezóna úspěšná nebyla, do šesti zápasů základní části vůbec nezasáhl, ve zmíněném utkání proti Chiefs dokonce zaznamenal passer rating 0.0 a byl střídán. Celkem zaznamenal passer rating 67.9, 9 touchdownů (obojí nejhorší v kariéře) a 17 interceptionů. V posledním utkání základní části byl dokonce jako aktivní hráč poprvé v NFL pouze náhradníkem, nicméně v celém play-off už byl startujícím hráčem. Po zdolání Pittsburgh Steelers a New England Patriots se Broncos v Super Bowlu střetli s Carolinou Panthers. Manning zakončil utkání se 13 zkompletovanými přihrávkami z 23 pro 141 yardů a jednu interception. Díky vítězství svého týmu 24:10 tak mohl oslavit zisk druhého Super Bowlu v kariéře, přičemž se stal druhým nejstarším Quarterbackem, který ho hrál i získal. Rovněž se stal první Quarterbackem v historii, který získal Super Bowl se dvěma různými týmy. Tímto vítězstvím zaokrouhlil počet vyhraných zápasů v základní části i play-off na 200, čímž vyrovnal rekord Bretta Favra.
Poté, co si vzal čas na rozmyšlenou, 7. března 2016 ukončil kariéru.

## Osobní život
Manning se narodil v New Orleans ve státě Louisiana. Svou ženu Ashley si vzal na Den svatého Patrika v roce 2001, poznali se v prvním ročníku na univerzitě.
Během léta Archie, Peyton, Eli a Cooper pořádají Manning Passing Academy, pětidenní tábor, ve kterém mohou své schopnosti vylepšit quarterbaci, wide receiveři, tight endi a running baci. Kromě Manningových svými poznatky přispívají špičkoví hráči jako Reggie Wayne nebo Marvin Harrison.
Peyton spolu s Archiem napsali v roce 2000 knihu nazvanou Manning: A Father, His Sons, and a Football Legacy. Kniha obsahuje celý život a kariéru Archieho a Coopera, část Peytonovi kariéry do doby vydání knihy, a jejich úhel pohledu na hru.
V roce 2009 Peyton, Eli a Archie vydávají dětskou knihu Family Huddle, která obrázky a jednoduchými výrazy popisuje, jak tři bratři začínali s americkým fotbalem jako malí kluci.

### Manning v populární kultuře
| „                                                              | Ten chlap je vážně dobrý. Pokud máte rádi…dva metry vysokého, 100 kilo vážícího quarterbacka… s laserově přesnou rukou | “ |
| — Peyton Manning v reklamě na Sprint, když měl popsat sám sebe | |   |

Peyton se postupem času stal hráčem s největším reklamním potenciálem v NFL, načež se objevil v několika reklamách propagujících produkty oficiálních sponzorů NFL. Mezi ně patřili Sprint, Sony, MasterCard, Gatorade, DirecTV, HHGregg nebo americký Červený kříž. Také se objevil jako komentátor zápasů NFL ve hrách pro Xbox a samozřejmě na jejich obalech.
Manning se dvakrát zúčastnil Saturday Night Live; poprvé 24. března 2007 na své 31. narozeniny a podruhé speciálního vydání v roce 2008. 27. května 2007 odstartoval zelenou vlajkou 91. závod 500 mil Indianapolis. V roce 2009 propůjčil hlas (spolu s Elim a Cooperem) své postavičce v seriálu Simpsonovi v epizodě Bartříčku, kde jsi?

### Charitativní činnost
Krátce po začátku kariéry v NFL založil Manning vlastní charitativní společnost nazvanou Peyback Foundation. Jejím cílem je pomoc znevýhodněným dětem a poukázání na jejich problémy. Působí ve státech Indiana, Louisiana a Tennessee.

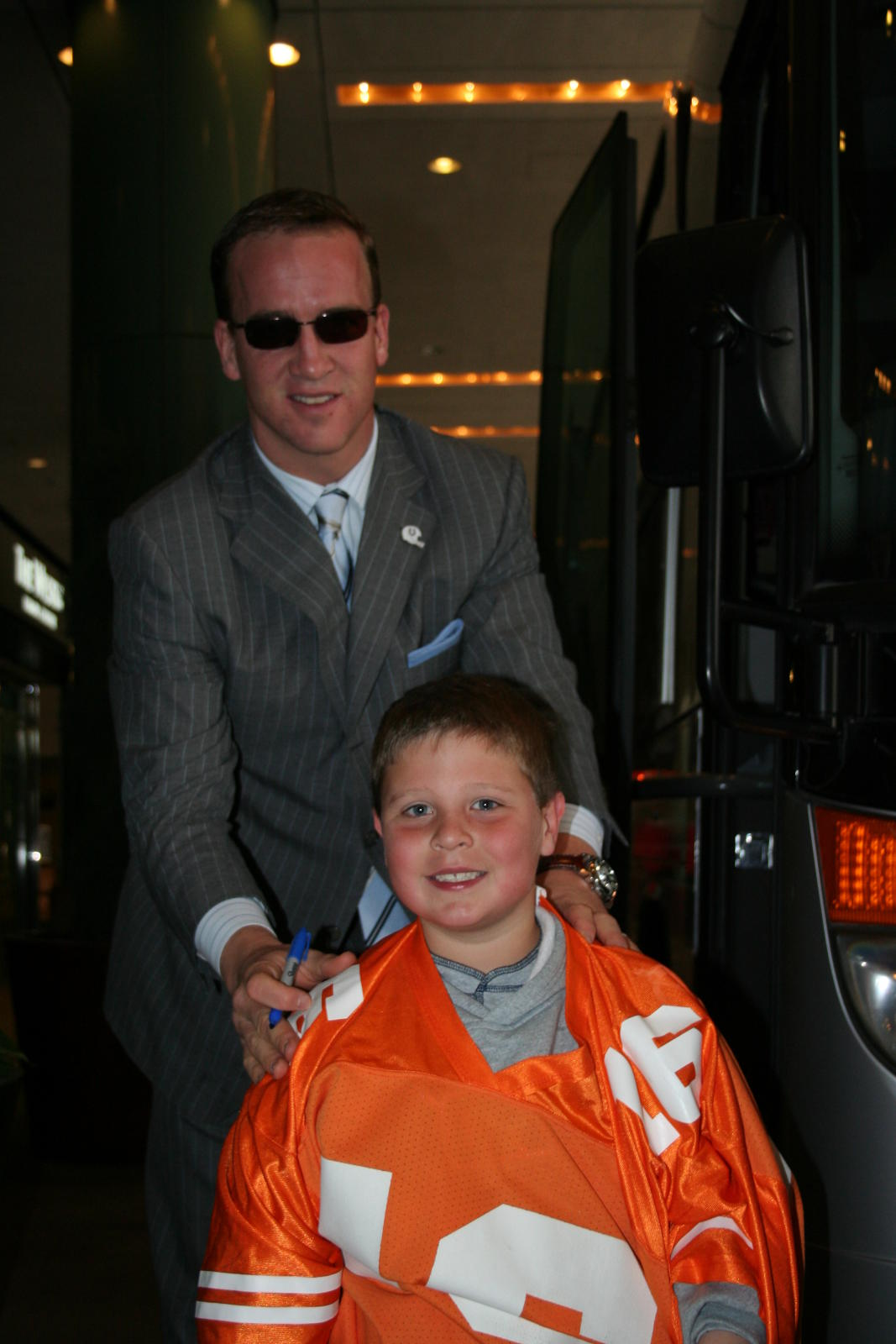
Manning pózuje s fanouškem v roce 2006

Peyton spolu s bratrem Elim nabídli svou pomoc obětem Hurikánu Katrina. Poté se podíleli na distribuci čisté vody, dětské stravy, plenek nebo polštářů obyvatelům New Orleans. 27. září 2007 se dětské oddělení nemocnice Svatého Vincenta v Indianapolisu přejmenovalo na "Peyton Manning Children's Hospital at St. Vincent." Manning a jeho žena přispěli zařízení nezveřejněnou částkou a udržovali s nemocnicí dobré vztahy od přestěhování se do Indianapolisu.

### Manning Bowl
Bratři Peyton a Eli již několikrát v profesionální kariéře stanuli proti sobě. Tyto zápasy jsou označovány jako „Manning Bowl“. Poprvé se tak stalo 10. září 2006 a Peytonovi Colts porazili Eliho Giants 26:21, podruhé 29. září 2010 znovu zvítězil Peyton a jeho spoluhráči 38:14.